# تيم غولدن
تيم غولدن (بالإنجليزية: Tim Golden)‏ هو لاعب كرة قدم أمريكية أمريكي، ولد في 15 نوفمبر 1959 في باهوكي في الولايات المتحدة.

## وصلات خارجية
- تيم غولدن على موقع مرجع كرة القدم المحترفة.كوم (الإنجليزية)